# Skanste (Riga)
Skanste est un voisinage de la Banlieue de Vidzeme et du District du Nord à l'est de Riga (Lettonie).

## Géographie
Skanste est un quartier situé au centre de Riga, sur la rive droite de la rivièrdu fleuve Daugava.
Il borde les quartiers de Sarkandaugava, Brasa, Centrs et Pētersala-Andrejsala.
L'artère de circulation centrale du quartier est Skanstes iela, mais les limites du quartier sont marquées par les rues Pulkveža Brieža iela, Hanzas iela, Vesetas iela et Duntes iela, ainsi que Ganību dambis et la voie ferrée.
La superficie de Skanste est de 2,148 km2.
Le voisinage abrite le Skanstes virsotnes.

## Étymologie
Le nom du voisinage, vient des fortifications (en suédois : skans), construites à cet endroit sur ordre de Pierre Ier le Grand pendant le siège de Riga (1709—1710) (lv).

## Transports
- Autobus : 2, 11, 24, 49
- Trolleybus : 3, 19, 24
- Tramway : 5, 9